# Humpin' Around
Humpin' Around è il primo singolo estratto dal Bobby, il terzo album in studio del cantante statunitense Bobby Brown.

## Il disco
Originariamente il brano si sarebbe dovuto chiamare Fuckin' Around, ma venne cambiato per essere più "amichevole" ed evitare possibili censure.
Contiene campionamenti provenienti dal brano Dancing Days dei Led Zeppelin.
Il singolo ha raggiunto, tra gli altri, la terza posizione negli Stati Uniti, la prima in Australia, la terza in Nuova Zelanda e la numero cinque in Spagna e Svezia.

## Tracce
1. Humpin' Around 6:18
2. Humpin' Around (Dance Mix) 6:50
3. Humpin' Around (Video Edit) 4:25